# Rhegmoclema angustipenne
Rhegmoclema angustipenne är en tvåvingeart som beskrevs av Cook 1971. Rhegmoclema angustipenne ingår i släktet Rhegmoclema och familjen dyngmyggor. Inga underarter finns listade i Catalogue of Life.